# Софроније IV Јерусалимски
Патријарх Софроније IV (грч. ατριαρχης Σωφρονιος Δ΄) је био јерусалимски патријарх у периоду од (1579–1608) године.

## Биографија
Био је нећак патријарха јерусалимског, Германа, кога је наследио на трону Јерусалимске патријаршије. Када је Софроније, на позив свог ујака, дошао из Цариграда у Палестину, то је изазвало незадовољство православне арапске заједнице и свештенства. 1578. и почетком 1579. дошло је до сукоба око тога између патријарха Германа, митрополита витлејемског Јоакима и монаха Манастира светог Саве освећеног. Да би постигли помирење са Палестином, стигли су егзарси цариградских и антиохијских патријарха. Одржан је црквени сабор на којем је решен сукоб и Софроније је постао патријарх.
Патријарх Софроније је остао упамћен у православној традицији по пукотини на каменом стубу у цркви Светог гроба у Јерусалиму, познатој по силаску Светог огња на богослужење Велике субота.
Према православној традицији, пукотина на стубу се чудесно појавила на Велику суботу 1579. године. У то време Османским царством је владао султан Мурат III, а патријарх је био Софроније IV (1579—1608). Јермени су подмићивањем јерусалимског паше добили дозволу да буду сами у цркви Христовог гроба на Велику суботу. Православном патријарху, заједно са вернима, није било дозвољено да уђу и молили су се на улазу у цркву. Чекање је већ било дуго у поређењу са уобичајеним временом, и одједном је дошло до громогласног удара, један од стубова храма је пукао и одатле је се појавио благодатни огањ. Патријарх Сифроније је запалио свеће, и све свеће православних који су заједно с њим молили испред храма. Истовремено, православни Арапи су од радости почели гласно викати и величати Бога, и од тада је остао њихов обичај да гласно славе Бога у храму сваке Велике суботе.